# Operació Castle

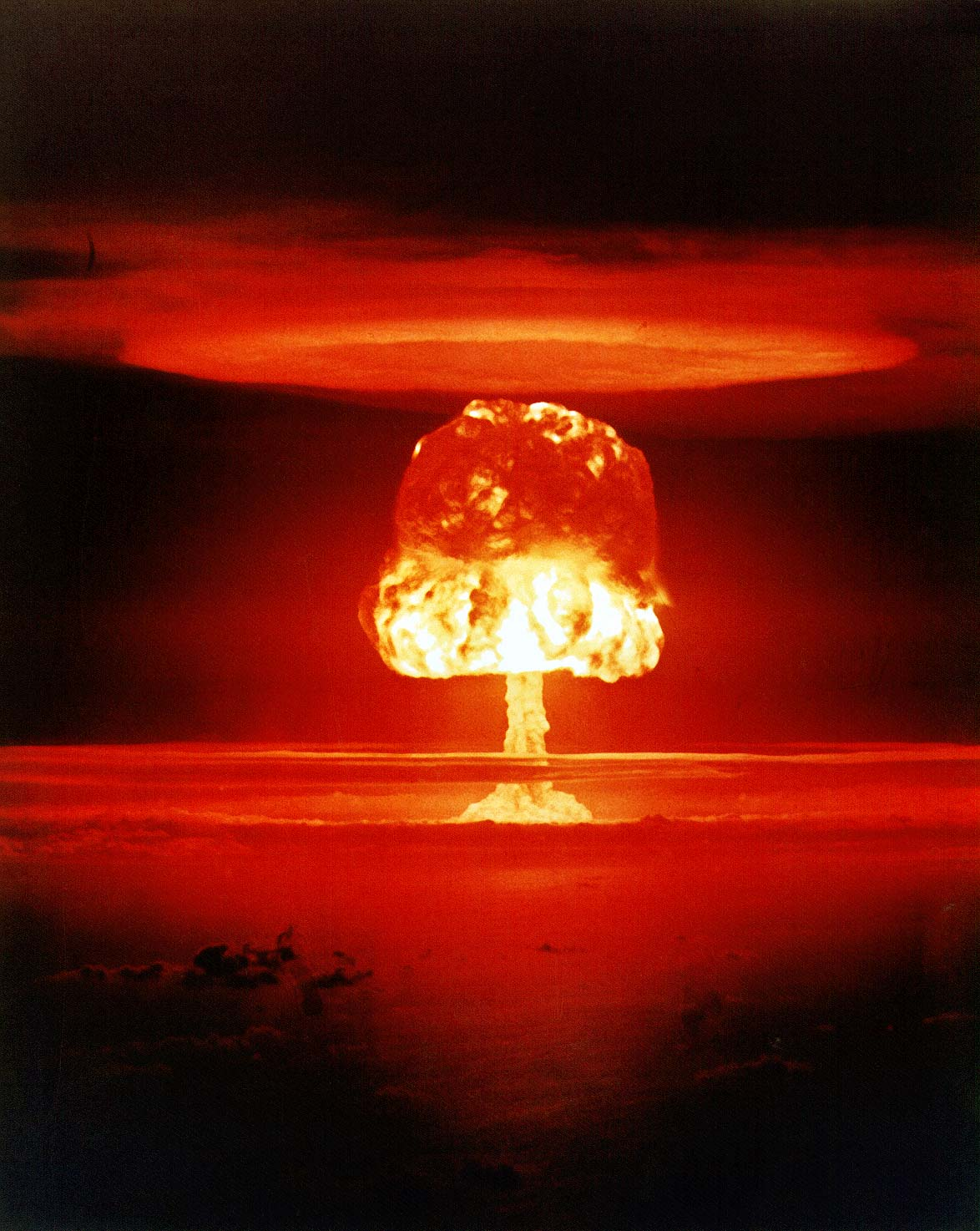
L'Operació Castle fou la sèrie de proves de més alt rendiment conduïda pels Estats Units.

L'Operació Castle fou una sèrie de proves nuclears d'alta energia (alt rendiment) realitzada per la Força de Tasca conjunta 7 (JTF-7) dels Estats Units a l'atol de Bikini (Illes Marshall) el 1954.
L'operació Castle fou precedida per l'Operació Upshot-Knothole i succeïda per l'Operació Teapot.
Es dugué a terme com a projecte conjunt de la Comissió d'Energia Atòmica i el Departament de Defensa. L'objectiu de l'operació era posar a prova els dissenys d'una arma termonuclear que es pogués llançar des d'una aeronau.
L'Operació Castle fou considerada un èxit pels funcionaris del govern, car demostrà la viabilitat del desplegament dels dissenys d'armes termonuclears de combustible sòlid. Hi hagué, tanmateix, problemes tècnics amb algunes de les proves: un dispositiu tingué un rendiment molt inferior al previst (un fizzle, o bomba fallida), mentre que dos altres dispositius es detonaren amb més de dues vegades el rendiment previst. Una de les proves, la Castle Bravo, donà lloc a una contaminació radiològica extensa en les illes properes (incloent-hi els habitants i soldats dels Estats Units estacionats allà), així com un vaixell de pesca japonès (el Daigo Fukuryu Maru, del qual moriren diversos tripulants), resultant en una mort directa i continus problemes de salut per moltes de les persones exposades. La reacció del públic a les proves i la consciència dels efectes a llarg terme de les seqüeles nuclears s'ha citat com a part de la motivació pel Tractat de prohibició parcial de proves nuclears del 1963.
| Experiment | Data                | Potència           | Ubicació                                                   |
| ---------- | ------------------- | ------------------ | ---------------------------------------------------------- |
| Bravo      | 1 de març del 1954  | 15 Mt (megatones). | Nam Is (atol de Bikini)                                    |
| Romeo      | 27 de març del 1954 | 11 Mt              | Barcassa al cràter de la bomba Bravo (atol de Bikini)      |
| Koon       | 7 d'abril del 1954  | 0,11 Mt            | Eneman (atol de Bikini)                                    |
| Union      | 26 d'abril del 1954 | 6,9 Mt             | Barcassa prop d'Iroij (atol de Bikini)                     |
| Yankee     | 5 de maig del 1954  | 13,5 Mt            | Barcassa al cràter de la bomba Union (atol de Bikini)      |
| Nectar     | 14 de maig del 1954 | 1,69 Mt            | Barcassa al cràter de la bomba Ivy-Mike (atol d'Enewetak). |